# Virginio
Virginio  è un nome proprio di persona italiano maschile.

## Varianti
- Maschili: Verginio
- Femminili: Virginia

## Origine e diffusione
Deriva dal nome latino Verginius o Virginius, che è possibile sia derivato da Virgilio. Di significato ignoto, viene tradizionalmente accostato a virgo, "vergine".

## Onomastico
L'onomastico viene festeggiato il 22 aprile in ricordo di san Virginio, legionario romano martirizzato assieme a santa Euflamia, patrono di Cherasco.

## Persone
- Virginio, cantautore italiano

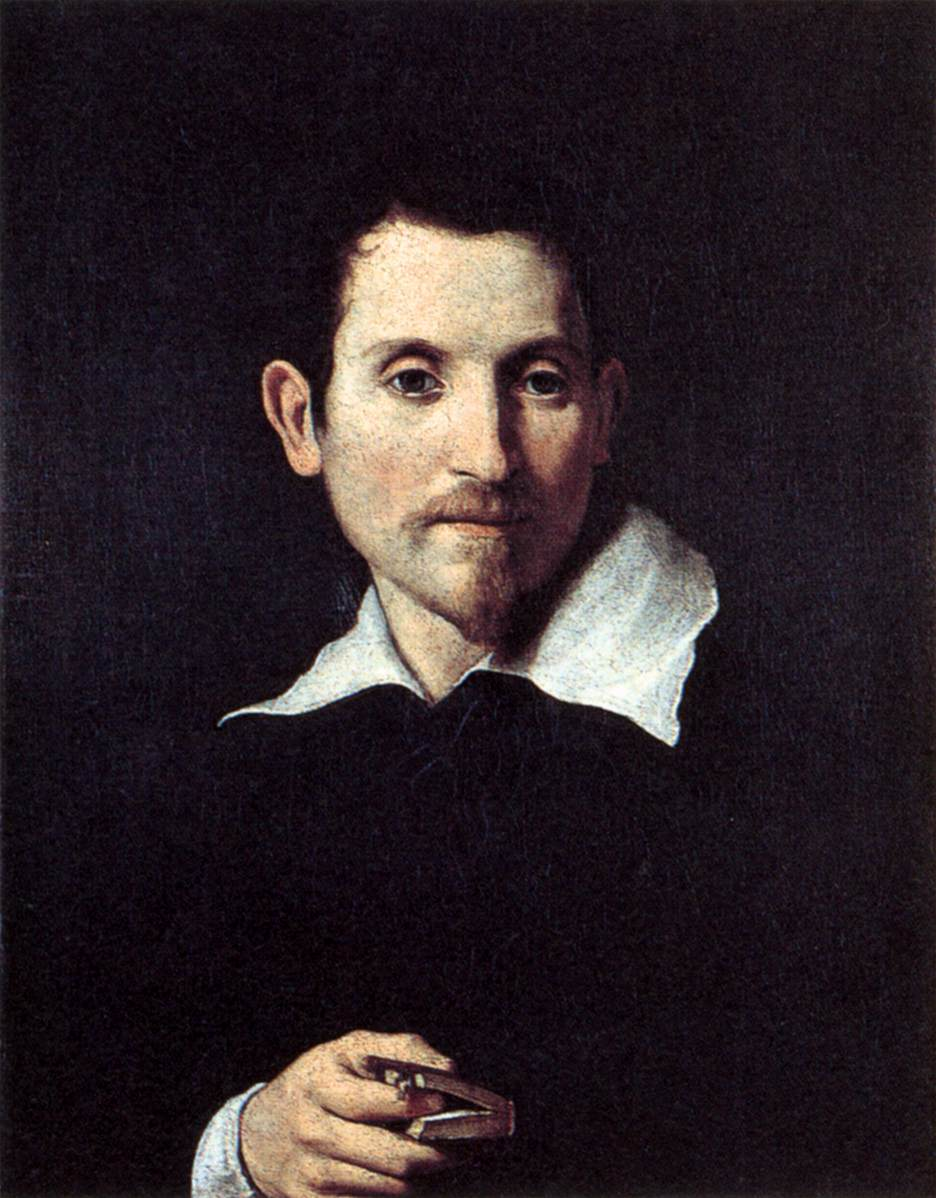
Virginio Cesarini

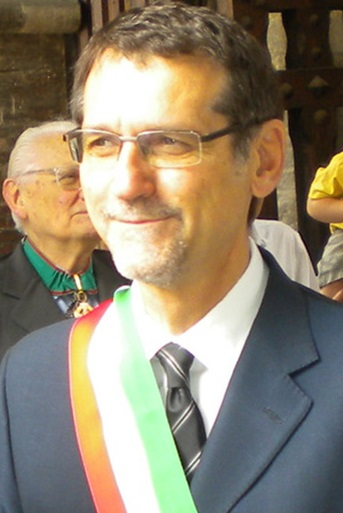
Virginio Merola

- Virginio Arzani, militare e partigiano italiano
- Virginio Bernardi, allenatore di pallacanestro italiano
- Virginio Canzi, calciatore e allenatore di calcio italiano
- Virginio Cesarini, poeta italiano
- Virginio De Paoli, calciatore italiano
- Virginio Ferrari, pilota motociclistico italiano
- Virginio Gayda, giornalista e saggista italiano
- Virginio Merola, politico italiano
- Virginio Monti, pittore italiano
- Virginio Orsini, duca di Bracciano
- Virginio Orsini, cardinale italiano
- Virginio Rognoni, politico italiano
- Virginio Rosetta, calciatore e allenatore di calcio italiano
- Virginio Zedde, fantino italiano

## Il nome nelle arti
- Virginio Ballazzo è un personaggio del romanzo di Mario Puzo L'ultimo padrino, e dell'omonima serie televisiva da esso tratta.